# زوئی (گروه موسیقی)

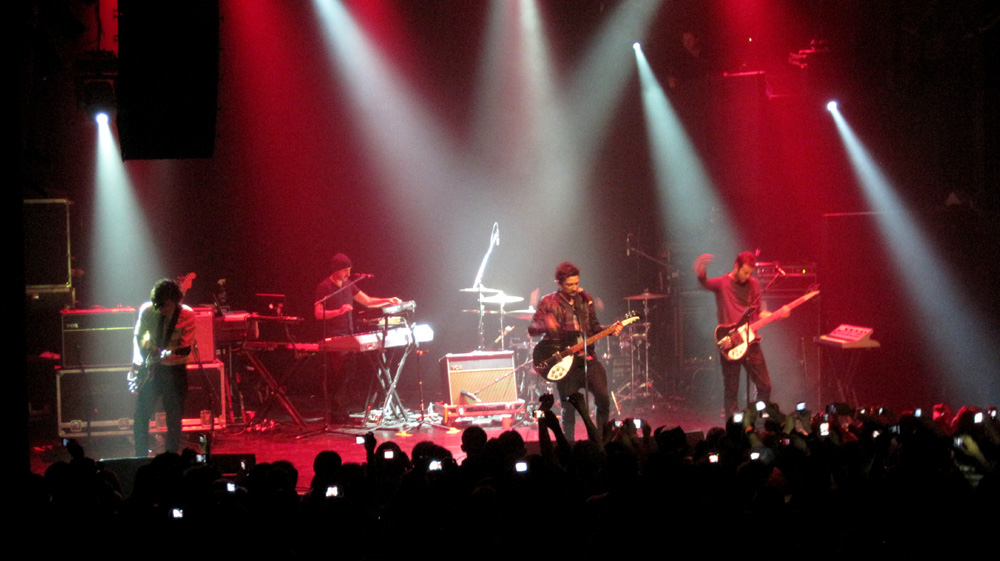

زوئی یک گروه راک مکزیکی است که در سال ۱۹۹۷ در کوئرناواکا مکزیک تشکیل شد. این گروه توسط لئون لارگی رهبری می‌شود و اعضای آن سرجیو آکوستا (گیتار)، خسوس باز (کیبورد)، آنجل مسکودا (باس) و رودریگو گواردیولا (درامز) است. گفته می‌شود که لئون لارگی در کنسرتی با سرجیو آکوستا شرکت کرد و در پایان آن، لئون به او گفت: «می‌خواهم یک گروه بسازم».